# Anton Nanut
Anton Nanut, slovenski dirigent, * 13. september 1932, Kanal ob Soči, † 13. januar 2017, Šempeter pri Gorici.
Eden najbolj prepoznavnih slovenskih dirigentov pokaže glasbeni dar že v otroštvu, saj pri enajstih kot zborovodja in organist nadomesti očeta, ki so ga okupatorji odgnali v koncentracijsko taborišče. Sodi v sam svetovni vrh dirigentov, kar potrjujejo številne nagrade in redno sodelovanje z izjemnimi solisti, kot so: Mstislav Rostropovič, Nikita Magaloff, Henryk Szeryng, Svjatoslav Richter, Dubravka Tomšič, Aldo Ciccolini, David Ojstrah, Leonid Kogan, Natalija Gutman.

## Življenjepis
Dirigiranje je študiral na Akademiji za glasbo v Ljubljani. Kariero je začel kot stalni dirigent dubrovniškega mestnega orkestra, nadaljeval pa kot vodilni dirigent orkestra Slovenske filharmonije in profesor dirigiranja na Akademiji za glasbo v Ljubljani. Simfonike je popeljal v Italijo, Avstrijo, Belgijo, Nemčijo, Poljsko, Sovjetsko zvezo in ZDA. Ustanovil in dolga leta je vodil Primorski akademski zbor Vinko Vodopivec. V obdobju med 1981 in 1998 je bil šef dirigent Simfoničnega orkestra RTV Slovenija, s katerimi je posnel več kot 250 zgoščenk ter gostoval v znameniti dvorani Carnegie Hall v New Yorku, v Teatru Colon v Buenos Airesu, v Ciudad de Mexicu in številnih evropskih državah.
Umrl je v Šempetrski bolnišnici, pokopan je v Kanalu ob Soči.
Njegova žena Milojka Nanut je slikarka, vnukinja Eva je glasbena improvizatorka.

## Delo
Posebej cenjeni so Nanutovi posnetki Mahlerjevih, Beethovnovih, Berliozevih in Šostakovičevih del. Osemnajst sezon zapored z velikim navdihom in glasbenim okusom sestavlja program koncertnega cikla Simfoničnega orkestra RTV Slovenija. Z orkestrom prvič v Sloveniji izvede vrsto temeljnih partitur sodobne glasbe in vodi mnoge navdušujoče izvedbe velikih del glasbene umetnosti, ki vse nosijo pečat njegove velike osebne energije in glasbene ustvarjalnosti. Z orkestrom tudi po upokojitvi še naprej stalno sodeluje. Leta 2002 postane njegov častni dirigent.
Anton Nanut je v tujini najbolj poznan slovenski dirigent. Dirigira več kot 200 tujim orkestrom, med njimi tudi tako uglednim, kot so leningrajski filharmoniki, orkester Staatskapelle iz Dresdena, Orkester Suisse Romande iz Ženeve, varšavski filharmoniki, praški filharmoniki, Orkester zahodnonemškega radia, Orkester južnonemškega radia, Simfonični orkester iz Monterrey-ja, dunajski simfoniki, budimpeštanski filharmoniki, Orkester valonskega radia, Orkester teatra Colon v Buenos Airesu. Dirigiral je prav vsem italijanskim simfoničnim orkestrom. Bil je umetniški direktor Filharmonije v Vidmu in stalni gostujoči dirigent nemškega komornega orkestra iz Frankfurta. V zadnjem času je kot prestižni interpret Beethovnovih, Brahmsovih, Mahlerjevih in Brucknerjevih del redno sodeloval z novoustanovljenim Orchestra sinfonica di Roma in Orchestra Brasileira v Riu de Janeiru. V Kanalu je ustanovil in več desetletij vodil festival Kogojevi dnevi. Je tudi umetniški vodja Slovenskega okteta v najbolj uspešnem obdobju delovanja tega vokalnega sestava.
Kot profesor dirigiranja na Akademiji za glasbo v Ljubljani vzgoji vrsto odličnih mladih dirigentov, ki uspešno delujejo v Sloveniji in na tujem. Od leta 2006 ga zastopa agencija Proartes.
Anton Nanut je dobitnik nagrade Prešernovega sklada (za interpretacije Beethovnovih del) in Župančičeve nagrade, za svoje delovanje na Hrvaškem pa je prejel nagrado Milke Trnine, nagrado mesta Splita, nagrado mesta Dubrovnik, nagrado Svobodne Dalmacije (za izvedbo Mozartovega Rekviema), visoko državno odlikovanje Republike Hrvaške in jugoslovansko nagrado Lira. Za svoje koncerte prejme medaljo dvorane Carnegie Hall, leta 1988 pa zlato medaljo milanskega občinstva. Za izvajanje češke glasbe je skupaj z Milanom Horvatom prejel Smetanovo medaljo. Leta 2004 je prejel Papandopulovo nagrado za predstavo Rossinijevega Turka v Italiji. Skupaj s Slovenskim oktetom je odlikovan s srebrnim redom za zasluge na področju glasbene dejavnosti in še posebej za Kogojeve dneve - ob sedemdesetletnici, kot dirigent pa z redom za zasluge Republike Slovenije (2015). Leta 2011 je prejel Prešernovo nagrado za življenjsko delo.